# Nombre 184
El nombre 184 (CLXXXIV) és el nombre natural que segueix el nombre 183 i precedeix el nombre 185.
La seva representació binària és 10111000, la representació octal 270 i l'hexadecimal B8.
La seva factorització en nombres primers és 2³×23; altres factoritzacions són 1×184 = 2×92 = 4×46 = 8×23.
Es pot representar com a la suma de quatre nombres primers consecutius: 41 + 43 + 47 + 53 = 184; és un nombre 4-gairebé primer: 2 × 2 × 2 × 23 = 184.